# Saige
Eine Saige war nach der Lex Baiuvariorum und weiteren Leges aus der Mitte des 8. Jahrhunderts eine Münze. Dabei entspricht ein Schilling, verstanden als Goldsolidus, drei Tremissen, eine Tremisse vier Saigen und eine Saige drei Denaren. Da im frühen Mittelalter der Münzumlauf sehr gering war, ist davon auszugehen, dass dies Wertangaben für Naturalleistungen waren; beispielsweise entsprach der Wert eines Ferkels einer Saige, nach Urkunden des Bistums Freising aus dem 9. Jahrhundert aber bereits zwei Saigen. In der Raffelstettener Zollordnung war für eine Sklavin und ebenso für einen Hengst eine Zollabgabe von einer Tremisse festgelegt, für einen Sklaven und für eine Stute musste eine Saige bezahlt werden.